# Microtityus rickyi
Espèce
Microtityus rickyi est une espèce de scorpions de la famille des Buthidae.

## Distribution
Cette espèce est endémique de la Trinité à Trinité-et-Tobago.

## Étymologie
Cette espèce est nommée en l'honneur de Ricky Waering.

## Publication originale
- Kjellesvig-Waering, 1966 : « The scorpions of Trinidad and Tobago. » Caribbean Science, vol. 6, no 3/4, p. 124–135.